# Giovanni Lanza
Giovanni Lanza (teljes nevén Domenico Giovanni Giuseppe Maria Lanza; (Casale Monferrato (Piemont), 1815. február 15. – Róma, 1882. március 9.)  olasz politikus, miniszterelnök.

## Életpályája
Foglalkozására nézve orvosként kezdte pályafutását. 1848-ban  a szárd parlament tagjává választották, ahol mint a mérsékelt baloldal híve, Cavourhoz csatlakozott és ettől kezdve haláláig a királyságot szolgálta. 1855-ben Cavour kormányában  közoktatásügyi, 1858-ban pedig pénzügyminiszter lett. 1859. július 20-án a villafrancai békekötés után Cavourral együtt állásáról lemondott. 1864-ben a Lamarmora kabinetjében átvette a belügyek vezetését és kieszközölte, hogy a kormány székhelyét Torinóból Firenzébe tegyék át; Lamarmorával való meghasonlása folytán azonban 1865 augusztusában visszalépett. 1869 decemberében a király Lanzát bízta meg az új kormány megalakításával, amelyben az elnökségen kívül a belügyi tárcát is magára vállalta. Fő célja volt Sella segítségével Olaszország zilált pénzügyeit rendbe hozni, de e törekvését az 1870-ben kitört német-francia háború és Rómának okkupálása megakadályozta. 1871-ben még keresztül vitte a garancia törvényt (a pápa részére) és kieszközölte a kormány székhelyének áttételét Rómába; de 1873-ban, amikor a jobb és baloldal pillanatnyi szövetkezése folytán Sellának pénzügyi javaslatai a kamarában elbuktak, Lanza az  elbocsáttatását kérte.